# Leonel Roberto Carrillo
Leonel Roberto Carrillo Márquez (13 de mayo de 1974 - 28 de noviembre de 2008) fue un político mexicano, miembro del Partido Revolucionario Institucional, de 2004 a 2005 se desempeñaba como presidente municipal de Aquiles Serdán, Chihuahua. Nació el 13 de mayo de 1974, en Ávalos, Chihuahua. Leonel Roberto Carrillo Márquez, estuvo preso por peculado al terminar su administración. 
El 28 de noviembre de 2008 fue asesinado y su cadáver hallado junto a otros dos cuerpos, los tres tenían el tiro de gracia.